# 여현호
여현호(余峴鎬, 1962년 ~ )는 대한민국의 기자였고, 문재인 정부의 대통령비서실 국정홍보비서관이다.

## 학력
- 1980년 : 해동고등학교 졸업
- 1987년 : 서울대학교 법학 학사
- 2002 ~ 2005년 : 서강대학교 언론대학원 언론학 석사

## 경력
- 1988 한겨레신문 기자
- 2005.03 한겨레신문 정치부 부장
- 2006.02 한겨레신문 선임기자
- 2006.03 한겨레신문 민족국제담당 편집장
- 2006.10 한겨레신문 국내부문 편집장
- 2007.04 ~ 2011.03 한겨레신문 논설위원실 논설위원
- 2011.03 ~ 2014.03 한겨레신문 편집국 사회부 선임기자
- 2014.03 한겨레신문 논설위원실 논설위원
- 2019.01 ~ : 대통령비서실 국정홍보비서관